# Christianne Mwasesa
Christianne Mwasesa Mwange (Lubumbashi, 1985. március 23. –) kongói válogatott kézilabdázó, balátlövő, a Primeiro de Agosto játékosa.

## Pályafutása

### Klubcsapatokban
Pályafutása kezdetén 2008-ig Elefántcsontpartban játszott, majd Franciaországba szerződött, a másodosztályú Mérignac Handball csapatához. Egy szezonnal később az élvonalbeli Toulon Saint-Cyr Var Handball igazolta le, a csapattal a 2009-2010-es szezon végén bajnoki címet ünnepelhetett. A 2010-2011-es idényben a Bajnokok Ligájában, majd miután a Toulon onnan kiesett, a Kupagyőztesek Európa-kupájában is pályára lépett. Előbbi sorozatban 37, utóbbiban 27 gólt szerzett. 
A következő két idényben kupagyőztes volt a Toulonnal. 2013 januárjától lánya születése miatt szüneteltette pályafutását. 2014 augusztusában visszatért a francia csapathoz, majd nem sokkal később az angolai Primeiro de Agosto együtteséhez igazolt, akikkel 2019 augusztusában megnyerte a Nemzetközi Kézilabda-szövetség által először kiírt Super Globe elnevezésű tornát. 

### A válogatottban
A 2012-es Afrikai nemzetek kupáján harmadik volt a kongói válogatottal és ő lett a torna legeredményesebb játékosa. Szerepelt a 2013-as, a 2015-ös és a 2019-es világbajnokságon is. Előbbi két tornán egyaránt nyolcadik lett a góllövőlistán 42, illetve 45 góljával.

## Sikerei, díjai
Toulon Saint-Cyr Var Handball
- Francia bajnok: 2010
- Francia Kupa-győztes: 2011, 2012

Primeiro de Agosto
- Super Globe-győztes: 2019[7]

Egyéni elismerései
- A francia bajnokság legjobb balátlövője
- A 2012-es Afrikai nemzetek kupája legeredményesebb játékosa[8]